# Keiss
Keiss är en by i Caithness, Highland, Skottland. Byn är belägen 9 km 
från Wick. Orten har 653 invånare (2011).